# Mühltalkanal

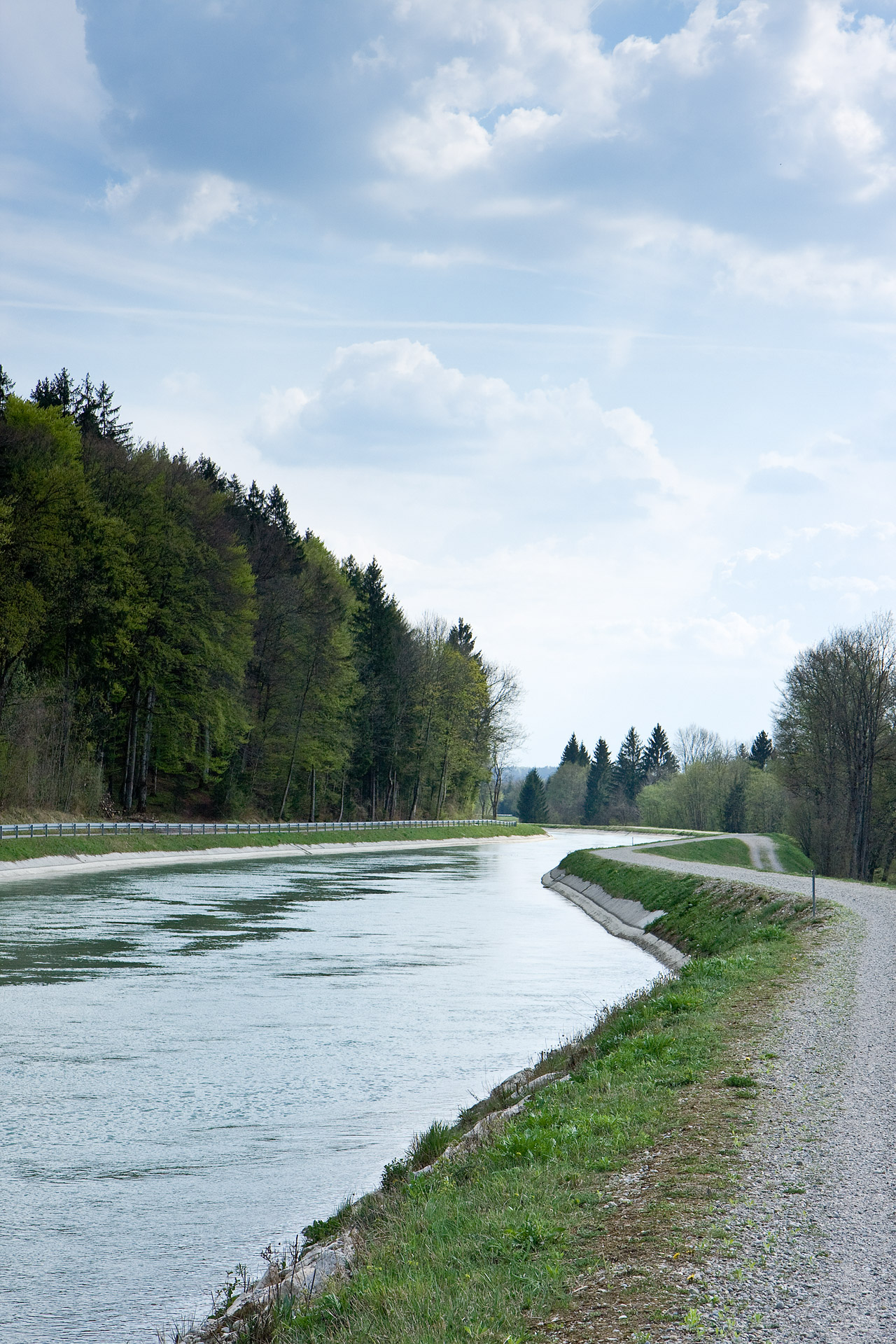
Der Mühltalkanal nahe Kloster Schäftlarn

Der Mühltalkanal ist ein Kraftwerkskanal der Isar zwischen Wolfratshausen und Grünwald. Die rechtsseitige Ausleitung beginnt am Ickinger Wehr und speist das Isarkraftwerk Mühltal. Nach rund 9 km mündet der Kanal auf Höhe Strasslach wieder. 
Er ist teils mineralisch gedichtet und zum Teil mit einer Betondichtung versehen und kann bis zu 90 m³/s aufnehmen. Die Ausflugsflöße befahren den Kanal und umgehen das Kraftwerk auf der mit 345 Metern längsten Floßrutsche Europas.